# Spring Valley Village (Texas)
Spring Valley Village es una ciudad ubicada en el condado de Harris en el estado estadounidense de Texas. En el Censo de 2010 tenía una población de 3715 habitantes y una densidad poblacional de 1.117,11 personas por km².

## Geografía
Spring Valley Village se encuentra ubicada en las coordenadas 29°47′23″N 95°30′15″O / 29.78972, -95.50417. Según la Oficina del Censo de los Estados Unidos, Spring Valley Village tiene una superficie total de 3.33 km², de la cual 3.33 km² corresponden a tierra firme y (0%) 0 km² es agua.

## Demografía
Según el censo de 2010, había 3715 personas residiendo en Spring Valley Village. La densidad de población era de 1.117,11 hab./km². De los 3715 habitantes, Spring Valley Village estaba compuesto por el 91.79% blancos, el 0.89% eran afroamericanos, el 0.16% eran amerindios, el 5.11% eran asiáticos, el 0% eran isleños del Pacífico, el 0.92% eran de otras razas y el 1.13% pertenecían a dos o más razas. Del total de la población el 7.7% eran hispanos o latinos de cualquier raza.

## Transporte
La Autoridad Metropolitana de Tránsito del Condado de Harris (METRO) gestiona servicios de transporte.

## Educación
El Distrito Escolar Independiente de Spring Branch gestiona escuelas públicas.
La Biblioteca Pública del Condado de Harris gestiona la Biblioteca Sucursal Spring Branch Memorial en Hedwig Village.